# Hangzhou Chess Building
Le Hangzhou Chess Building  (杭州棋院大楼) est un gratte-ciel de 144 mètres de hauteur, construit à Hangzhou en 2006.
L'immeuble abrite des bureaux sur 36 étages pour une surface de plancher de 123 200 m².
Le sommet de l'immeuble abrite un restaurant.